# Vincent Motorcycles

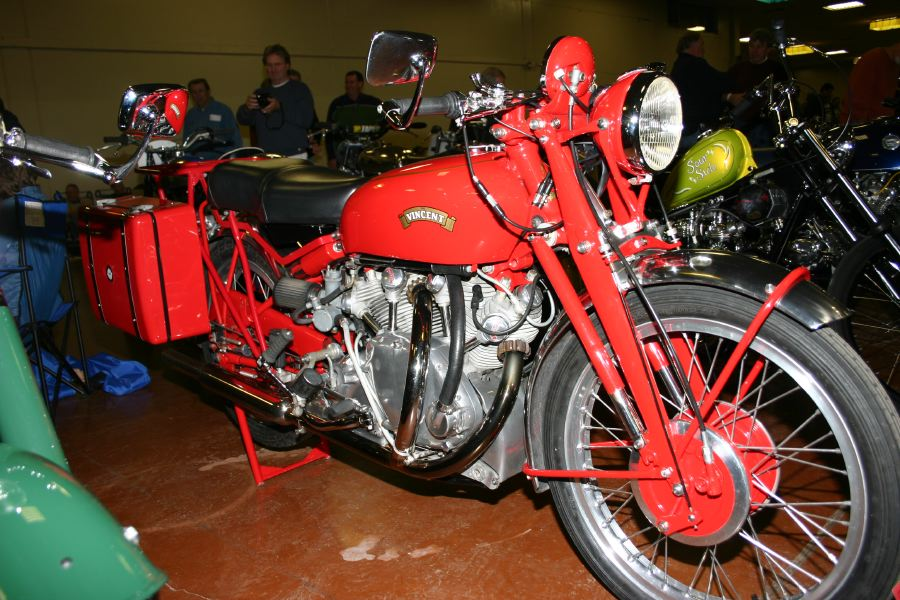
Vincent Rapide

Vincent Motorcycles var en brittisk tillverkare av motorcyklar verksam åren 1928-1955.